# Германо-американски бунд
Германо-американският бунд (на английски: German American Bund; на немски: Amerikadeutscher Bund) е политическа организация, съществувала в САЩ през 1930-те години.
Нейната цел е пропагандиране на германския националсоциализъм в Америка, приятелска политика към Третия Райх и ненамеса във война.
ГАБ е основан през 1936 година по разпореждане на Рудолф Хес, след като американските власти разтурят организацията Приятели на нова Германия (ПНГ) заради връзки с правителството на нацистка Германия. За председател („бундесфюрер“) на ГАБ е назначен Фриц Юлиус Кун, ветеран от баварските части на немската армия през Първата световна война и натурализиран германец в САЩ. Бундът основава свои тренировъчни паравоенни лагери, ръководи политически събирания и използва хитлеристки поздрав и свастики в символиката си. ГАБ остро осъжда политиката на Рузвелт (особено Новият курс, който бундистите наричат „Еврейски курс“), комунизма, еврейството, американският бойкот на немски стоки, както и "дирижираните от Москва" профсъюзи. Според бунда Джордж Вашингтон не е вярвал в демокрацията и е бил „първият фашист“. В апогея си организацията наброява 25 000 членове, от които 5000 в паравоенни отряди, макар и някои изследователи да твърдят численост на членската маса до 480 000 души.
Отношенията на бунда с НСДАП обаче далеч не се оказват толкова продуктивни. Фриц Кун посещава олимпиадата в Берлин и се среща лично с Хитлер през 1936, но не получава неговата подкрепа за доразвиване на организацията в САЩ. Германското ръководство възприема бунда като прекалено открит, което противоречи на стратегията за изграждане на американска националсоциалистическа организация „под радара“. Реториката и гласовитостта на бунда става толкова открита и срамна за Германия, че на 1 март 1938 германското правителство забранява на всички немци в САЩ да стават бундисти, и налага забрана за употреба нацистки символи от организацията. Апогеят на Германо-американския бунд е през 1939 година, когато на 20 февруари е организиран 20-хиляден митинг. Стига се до сблъсъци между паравоенните формирования на бунда и протестиращи срещу нацизма. С началото на Втората световна война ГАБ е обявена за антиамериканска и е забранена.